# Gostivar
Gostivar (em macedônio, Гостивар) é uma cidade e município da Macedônia do Norte.
Cortada pelo rio Vardar, localiza-se na região noroeste do país, entre o Kosovo e a Albânia. Sua população em 2002 era de 35.842 habitantes, sendo a maioria (47,1%) composta por albaneses. Os macedônios compõem apenas 33,2%, restando ainda minorias de turcos (12,7%) e ciganos (5.3%), enquanto 1,7% são de outras etnias.
Localiza-se no sopé dos montes Šar, uma das mais famosas elevações da ex-república iugoslava.

## Nome
Nome da cidade em diferentes idiomas:
- Albanês: Gostivari
- Grego: Γκόστιβαρ, Nkóstivar
- Sérvio e Búlgaro: Гостивар, Gostivar
- Turco: Gostivar

## Galeria de imagens

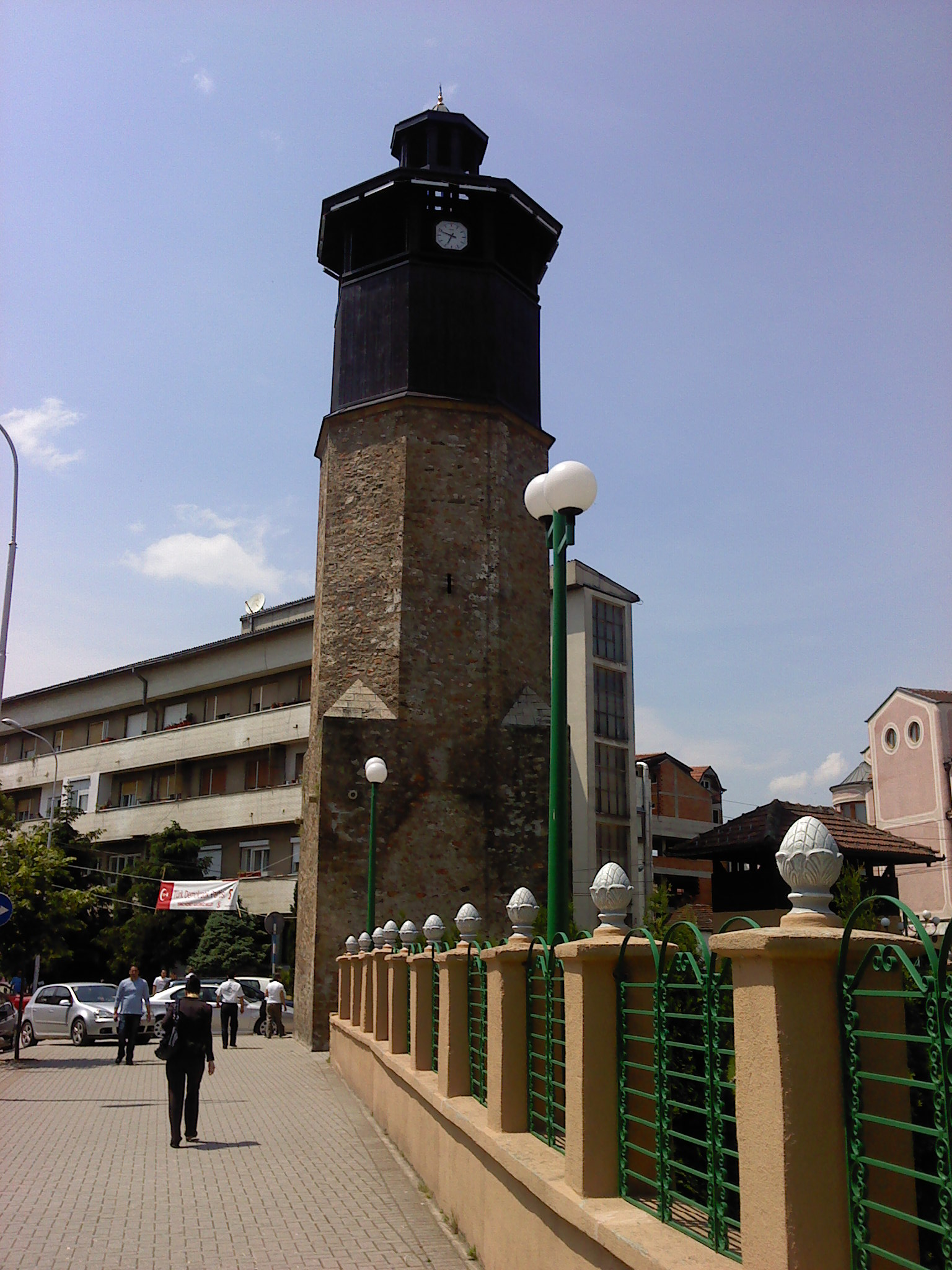
Torre do relógio de Gostivar.
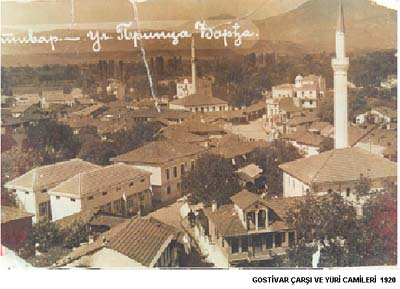
Vista de Gostivar em 1920.